# Sociální patologie
Sociální patologie (z řec. pathos, utrpení, choroba) je souhrnné označení pro nezdravé, abnormální a obecně nežádoucí společenské jevy, tzn. společensky nebezpečné, negativně sankciované formy deviantního chování, které není v souladu s morálními, sociálními či právními normami společnosti. Sociální patologii lze chápat jako označení jednoho z předmětů studia sociologie. Zabývá se rozborem příčin a faktorů, které vedou ke vzniku sociálně patologických jevů, a v některých případech dokonce stanovuje preventivní a korektivní postupy. Zabývá se tedy zákonitostmi takových projevů chování, jež společnost hodnotí jako nežádoucí a snaží se o jejich eliminaci.
V současné době bývá pojem sociální patologie někdy nahrazován pojmem sociální deviace, tyto pojmy však nelze zaměňovat. Sociální deviace je širší pojem, který zahrnuje i odchylky od normy, které nejsou pro společnost nebo jednotlivce negativní.
Autorem pojmu je britský sociolog a filosof Herbert Spencer.

## Patologie a norma
Ke konceptu sociální patologie se úzce váže pojem norma. Jejím porušením totiž vznikají jevy, jež do tohoto předmětu studia řadíme a jimiž se zabývá. Norma je pravidlo, které reguluje chování člověka v každé společnosti a vytváří tak sociální řád. Definuje určité způsoby chování v daném kontextu jako přiměřené a jiné jako nepřijatelné. Normy jsou buď nepsané, a tudíž je nelze sankcionovat (vhodné oblečení do divadla), nebo jsou psané a podle práva vymahatelné (vražda je trestným činem). Každá sociální norma není a ani nemůže být dodržována stejným způsobem. Podoba normy závisí na místě (jiné normy jsou v Evropě a jiné zase v arabských zemích), na čase (jiné normy byly ve středověku a jiné jsou dnes). Normy jsou tedy dynamické. Tato obtížnost definování normality způsobuje obtížnost vymezování patologického chování. V každé společnosti ale existuje nepsaný toleranční limit, jakási míra variability snášenlivosti k chování a dodržování norem druhými jednotlivci. Překročení limitu můžeme vnímat jako odchýlení od normy.

## Patologie a deviace
Ke zkoumání patologických jevů je nutné vymezení dalších souvisejících pojmů. Deviace je kterákoliv odchylka od normální struktury nebo funkce a můžeme ji pozorovat u jakéhokoliv jevu v přírodě či společnosti. Pojem deviace je na rozdíl od patologie hodnotově a emocionálně neutrální. Sociální deviace je porušení či odchýlení od některé sociální normy chování, nerespektování požadavků, které na individuum nebo skupinu klade určitá norma. Deviace se obecně vyskytuje ve všech společnostech.
Deviace (tzn. odchylka) může být:
- Negativní: alkoholismus, drogová závislost, týrání, vandalismus aj.
- Pozitivní: přehnané dodržování etikety, abstinence aj.

### Koncepce tzv. objektivní deviace
Koncepce tzv. objektivní deviace je způsob určování deviantního chování. Rozhodující kritérium je porušení normy, dále však sleduje a zdůrazňuje splnění dalších podmínek a to zejména:
- opakovatelnost, porušení normy v čase a různých teritoriích
- hromadnost, porušování se musí objevovat ve větších skupinách populace
- společenská závažnost, zde záleží na sociokulturním prostředí podobnost nebo identitu příčin, tj. podobnou etiologii, která umožňuje predikci výskytu daného druhu sociální deviace.[5]

## Herbert Spencer
Herbert Spencer je britský filosof a sociální teoretik, zastánce tzv. „organistického proudu“ pohledu na společnost, výrazně ovlivnil formování sociální patologie jako samostatné disciplíny. Spencerova koncepce klade důraz na podobnost rysů lidské společnosti a biologického organismu. Spencer jako jeden z prvních přišel s tezí, že podobně jako příroda prochází biologickou evolucí, společnost se vyvíjí tzv. sociální revolucí. Hledal také paralelu mezi klasickým onemocněním (patologií biologickou) a chorobou sociální. Podle Spencera jsou sociálními chorobami nejohroženější lidé, kteří se nedokážou dobře adaptovat ve strukturální diferenciaci společnosti. Odtud vyplývá jeho princip „přežití nejpřizpůsobivějšího“.

## Pojetí Émila Durkheima
Sociální patologii se později věnoval i významný francouzský sociolog Émile Durkheim. Podle Durkheima nejsou činy lidí tvořeny jen jednáním, které vždy odpovídá společenskému řádu. Říká, že každý čin se dělí z hlediska „žádoucnosti“ na dvě kategorie: na činy normální a patologické. „Žádoucnost“ podle Durkheima nemůžeme předem stanovit, protože činy, které se nám zdají být normální – žádoucí – mohou za jistých okolností být patologickými a naopak. Kritérium normality se podle Durkheima stanoví podle průměrného jedince.
Durkheim tedy považoval sociální patologii za vědu o chorobných a nepříznivých skutečnostech, činech a způsobech chování, jež se odchylují od stanovených norem dané společnosti, ale zároveň se stávají její organickou součástí.
É. Durkheim zavedl do sociologické teorie pojem anomie. Anomie (z řec. nomos= zákon; anomie= bezzákonnost) je stav společnosti, ve kterém přestávají platiti zákony, a to ve smyslu nejen právním, ale i morálním. Ve své původní teorii hovoří o turbulentních sociálních změnách moderního světa, jež mají za následek hroucení tradičních hodnot, norem a jejich systému. To vyvolává chaos a značné sociální problémy, které Durkheim spojoval s anomií – pocity nezařazenosti a bezradnosti. Tento stav vede k nejistotě a následně i k patologickému jednání. Svou teorii rozvinul na příkladu sebevraždy v díle Sebevražda: Sociologická studie z roku 1897.

## Předmět studia
Předmětem zkoumání sociální patologie je problematika sociálně patologických jevů. Jedná se o variabilní škálu jevů, které vnímáme jako nechtěné, nežádoucí nebo až nepřijatelné. Každý takový jev má svoji míru společenské nebezpečnosti.
Na základě předmětu zkoumání lze sociální patologii rozdělit na jednotlivé okruhy, jež zahrnují specifické znaky:
Závislosti – (alkohol, drogy, počítače, mobilní telefony, workoholismus)
- Závislosti se dělí na látkové a nelátkové, které se podobají ve vývoji, průběhu, některých projevech i léčbě.[7] První skupina závislostí vzniká při častém užívání psychoaktivních látek, které mají vliv na lidskou psychiku i chování. Nejrozšířenějšími psychoaktivními látkami jsou alkohol a nikotin, jejichž užití je ve většině zemí legální.
- Do druhé skupiny řadíme nejen závislosti na práci (workoholismus) nakupování (oniománie) nebo moderních technologiích jako jsou mobilní telefony, internet a počítače, ale například i poruchy příjmu potravy (anorexie, bulimie) či patologické hráčství (gambling, gaming).[3]

Agresivita – Způsob chování jedince za účelem ublížení jinému jedinci, organismu či poškození nějakého předmětu. Agrese může mít různé příčiny stejně jako různé cíle. 
- Vandalismus – specifický typ agresivního chování, kdy dochází k ničení převážně veřejných předmětů.[3]
- Sebevraždedné chování – jeden z příkladů autoagrese, kdy jedinec dobrovolně ukončuje svůj život nejčastěji oběšením [2] či požitím léků.

Kriminalita a delikvence (krádeže, vraždy, znásilnění) – Kriminalita je souhrn trestných činů, které se ve společnosti vyskytly a vyskytují.
Sexuální aberace (= odchylky) (pedofilie, nekrofilie, zoofilie, hypersexualita, voyerismus) Sexuální aberace jsou odchylky od normálního sexuálního života. Rozlišují se dvě skupiny, podle toho, zda se jedná a poruchy sexuální orientace (pedofilie, nekrofilie, zoofilie) či poruchy sexuálního chování (nymfomanie, sadismus).
Prostituce
Poruchy chování zapříčiněné duševní poruchou
Dysfunkce a afunkce rodiny – V těchto případech dochází k porušení či úplnému vymizení  základních funkcí rodiny.  Děti jsou často vystaveny týrání, zanedbávání či zneužívání, jež vede k psychickým problému, pocitům ztráty bezpečnosti či neschopnosti začlenit se do běžného života.
Speciální kapitolou jsou pak sociálně patologické jevy dětí a mladistvých, u kterých hraje velkou roli právě vliv rodiny. Nejčastějšími poruchami chování u této skupiny společnosti jsou například záškoláctví, lhaní (konfabulismus) či šikana jako speciální typ agrese.

## Příčiny sociální patologie
Na příčiny sociálně patologického chování lze nahlížet z různých hledisek a existuje řada teoretických přístupů, které se pokoušejí vysvětlit danou problematiku. Obecně se definují tři ústřední teoretické směry, které zahrnují mnoho dílčích teorií.
Tři hlavní teoretické směry:
1. biologicko-psychologická teorie
2. sociálně psychologická teorie
3. sociologická teorie 

### 1. Biologicko-psychologická teorie
Většina představitelů tohoto směru spatřovala příčiny sociálně patologického chování zejména ve vrozených faktorech u daných osob a hledali je zejména v určitých fyziologických zvláštnostech tvaru lebky, těla atd.

#### Teorie rozeného zločince
Přední představitel tohoto pojetí byl italský psychiatr Cesare Lombroso, který představil hlavní myšlenku ve svém díle „Člověk zločinný ve vztahu k antropologii, právní vědě a psychiatrii“ (vydáno 1876), že člověk se zločincem nestane, ale rodí. Teorie je též známá pod pojmem „criminal man“ (rozený zločinec). Cesare Lambroso vytvořil typologii zločince a podle tvaru těla člověka rozlišoval, k jakému typu trestné činnosti zkoumaný inklinuje (např. hrbatý člověk má sklon k falšování a žhářství; vrazi bývají lidé, kteří mají úzké rty, dlouhé uši, velké špičáky a často šilhají).  Teorie rozeného zločince byla později vyvrácena, hlavním argumentem byla přítomnost více faktorů (psychosociálních vlivů).

### 2. Sociálně psychologická teorie
Příznivci této teorie považují některé psychické poruchy a abnormality za příčiny sociálně patologického chování a shledávají souvislost kriminality s určitými typy osobnosti. U této teorie je již patrná přítomnost většího počtu faktorů.

#### Teorie sociálního učení
Německý psychiatr Hans Jürgen Eysenck představil teorii příčin kriminálního jednání, která pojednává o vztahu struktury osobnosti a sociálního učení. Extrovertní a neurotický jedinec má nižší schopnost sociálního učení. Z hlediska norem je socializace u těchto jedinců nedostatečná, proto mají sklony ji neuznávat.

#### Teoriecharakteruatemperamentu
Americký psychiatr C. Robert Cloninger se zabýval problematikou specifických reakcí subjektů na podněty z hlediska odlišnosti rysů osobnosti mezi danými jedinci. Tuto koncepci pojmenoval jako tzv. multidimenzionální teorii osobnosti. Do této teorie se řadí:
- Vyhledání nového – rys temperamentu, který je spojen s impulzivností jedince, jejímž důsledkem je nestálost a nevypočitatelnost.
- Vyhýbání se poškození – tento rys temperamentu souvisí s lehkovážným až riskantním způsobem chování a nedostatkem sebereflexe.
- Vytrvalost – ve smyslu negativním (tendence k patologickým jevům).
- Sebeřízení – nedostatek je spojen s nezodpovědností a tendencí k destruktivitě.
- Spolupráce – lidé s nedostatkem tohoto charakterního rysu se zajímají pouze o sebe a svůj prospěch, jsou též bezohlední vůči druhým.
- Sebepřesah – nedostatek tohoto rysu způsobuje nepřiměřenou pyšnost a chamtivost.[2]

### 3. Sociologická teorie
Oproti předchozím teoriím, které se soustředí na roli individua, sociologická teorie se zaměřuje na porušování sociálních norem v kontextu celé společnosti.  Sociologické zkoumání řeší dva základní problémy – proč k sociální patologii došlo a proč jsou určité způsoby chování a projevy pro společnost nepřijatelné. Hlavní příčinu vzniku patologického jevu sociologická teorie shledává v prostředí, ve kterém daný jedinec žije.

#### Teorie kulturního přenosu
Tato teorie je spojena s přesvědčením, že sociální patologie je důsledkem začleňování jedince do určité subkulturní skupiny. Primární přenos se šíří procesem socializace a sociálního učení. I přestože se chování jedince v dané skupině považuje za normální, pro většinu populace je nepřijatelné.

#### Teorie strukturálního tlaku
Základní myšlenkou této teorie je, že v každé společnosti nastane situace, na kterou určitá část populace reaguje způsobem, který se odchyluje od normy (je nepřípustný).

#### Etiketizační (labelling) teorie
Etiketizační teorie tvrdí, že sociální patologie není odrazem objektivní charakteristiky lidského jednání, ale vlastnost (proces nálepkování), kterou jedinci připsali druzí. Tomuto fenoménu věnoval pozornost sociolog Erving Goffman (např. v knize s názvem Asylums vydané v roce 1961, a Stigma vydané v roce 1963, česky 2003), který zdůrazňuje význam interakce, vztah jedince a institucí, hraní a distance od role. Tento přístup má výrazný etický rozměr.

#### Teorie sociální kontroly
Teorie vychází z předpokladu, že porušování norem je atraktivní a výhodné. Tato teorie si klade základní otázku „proč to ostatní nedělají“. Odpovědí je přítomnost a silný tlak institucí sociální kontroly, který je spojen se sníženým počtem jedinců se sociálně patologickým chováním. Naopak absence sociální kontroly souvisí s větším výskytem patologického jednání. 

## Prevence
Prevence je považována za nejefektivnější formu boje proti sociálně patologickým jevům. Podílí se na ní lékaři, psychologové, pedagogové, sociologové a organizátoři veřejného života.
Primární prevence sociální patologie se soustředí na celou společnost a jejím cílem je předcházet sociálně patologickému chování a vést ke zdravému životnímu stylu.
Primární prevence se dělí na specifickou, zaměřující se přímo na určitý sociálně patologický jev, a nespecifickou, která obecně podporuje zdravý životný styl a zdravé sociální chování. K primární prevenci jsou důležité zájmové, sportovní aktivity ve volném čase nebo například přednášky a besedy.
Ve školství k primární prevenci slouží tzv. Minimální preventivní program, který si každé školské zařízení vytváří samo. Je to komplexní program aktivit a spadá pod něj vzdělávání žáků v rámci vyučování, ale stejně tak i školní nabídka volnočasových aktivit.
Sekundární prevence je určena ohroženým jedincům či funguje jako včasná intervence. Pod sekundární prevenci spadají především linky důvěry, krizová centra či psychologické poradny. Tyto instituce mají poskytnout psychologickou péči, poradenství či krizovou intervenci.
Terciární prevence se zabývá jedinci, u kterých se již sociálně patologický jev rozšířil, a má předejít dalším škodám, popřípadě opakovanému propuknutí jevu. Terciární prevenci sociální patologie poskytují psychiatrické ústavy nebo léčebny závislostí.